# DPR IAN
Крістіан Ю (англ. Christian Yu, кор. 크리스찬 유; нар. 6 вересня 1990, Сідней, Австралія), більш відомий як DPR IAN, — співак, продюсер, режисер, колишній учасник південнокорейського гурту C-CLOWN. Сольний дебют виконавця як DPR IAN відбувся 26 жовтня 2020 року з цифровим синглом «So Beautiful». Його перший сольний студійний альбом Moodswings In To Order вийшов 29 липня 2022. У 2022 році він був 10-м серед популярних сольних виконавців Kpop у світі на Spotify.

## Ранні роки
Майбутній музикант є однією дитиною в сім'ї. У нього було дуже яскраве дитинство. Його батьки розлучилися, коли хлопець був молодшим, і його виховувала мама. Іан зізнається, що найбільшим натхненням була саме вона. У якийсь момент він переїхав у сільську місцевість, де був буквально єдиним азіатом, що йому подобалось. Також Кріс навчався в школі виконавських мистецтв і був учасником хеві-метал-гурту, де грав на барабанах. 

Будучи типовим підлітком Вуллонгонга, він багато займався серфінгом та мав величезний інтерес до мистецтва:
"Я повинен був висловлюватися, я повинен був завжди висловлюватися. 
Навчався в Сіднейському університеті. Захоплений брейк-дансом, у віці 18-ти років він покинув Сідней та поїхав до Сеула, щоб «шукати своє коріння» та реалізувати свою мрію. Цікавий факт: він почав природним чином втрачати австралійський акцент після переїзду, тому що спілкувався корейською більше 10 років.

## Кар'єра

### Дебют
Крістіан Ю почав свою кар'єру в к-поп індустрії під сценічним ім'ям «Ром»(походить від його корейського імені «Ба-ром) після чотирьох місяців після переїзду до Південної Кореї. Взявши участь у прослуховуванні, Крістіан зміг вразити своїми танцювальними здібностями. [3] Крістіан підписав контракт з компанією Yedang Entertainment, та став лідером її першого бойз-бенду C-CLOWN. У C-CLOWN Крістіан Ю відповідав за лідера, головного танцюриста та головного репера. Вперше він зрозумів, що корейська поп-музика справляє вплив на Австралію, коли його почали впізнавати на вулицях Сіднея. «Вау, я не можу повірити, що наше ім’я дійшло аж до Австралії», казав він.

Оскільки C-CLOWN були першим гуртом Yedang, Рим каже, що його учасникам знадобився деякий час, щоб знайти ритм роботи, але пізніше, вони працювали день і ніч: 
«Наша команда виходила о 9 ранку на тренування, а потім ми поверталися додому приблизно о 5 ранку — і це було щодня… Кожен день».
Він каже, що музична освіта, яку він здобув у Вуллонгонзі, допомогла йому; більшість айдол-гуртів не пишуть власних пісень — деяким заборонено це робити, — але компанія навчала свою групу разом із звичайними уроками вокалу, танців, акторської майстерності та мови, писати пісні.
«Чесно кажучи, я роблю це, тому що хочу створити власний бренд фотографії та кіно. Мені завжди подобалося зніматися в кіно і танцювати, і я завжди хотів об'єднати їх як одне ціле. Я вважаю, що к-поп — це спосіб познайомитися з усім світом».

### Заснування DPR
Після розпуску C-CLOWN у 2015 році він став співзасновником DPR (Dream Perfect Regime). Основними членами Dream Perfect Regime є Хон Дабін, Крістіан Ю, Кім Кьон-Мо та Скотт Кім. Зі зростанням музичної індустрії незалежних компаній і виконавців вони розробили свій власний вигляд, стиль і звук, все, що тільки можна придумати! У «DPR» Крістіан Ю є директором і головним редактором. Пізніше він став відомий як IAN з DPR. Як один з представників лейблу DPR, Крістіан Ю дебютував 26 жовтня 2020 року, випустивши власний цифровий сингл в жанрі R&B і соул під назвою «So Beautiful». Пізніше він випустив свій перший сольний альбом Moodswings In This Order.

## Дискографія

### Студійні альбоми
| Назва                  | Деталі альбому                                                                                   | Пікові позиції у чартах | Пікові позиції у чартах | Продажі                 |
| Назва                  | Деталі альбому                                                                                   | KOR                     | US                      | Продажі                 |
| ---------------------- | ------------------------------------------------------------------------------------------------ | ----------------------- | ----------------------- | ----------------------- |
| Moodswings in to Order | - Реліз: 29 липня 2022 - Лейбл: Dream Perfect Regime, Kakao M - Формат: CD, цифрове завантаження | 30                      | 146                     | - Південна Корея: 3,000 |

### Мініальбоми
| Назва                    | Деталі мініальбому                                                                                 | Пікові позиції у чартах |
| Назва                    | Деталі мініальбому                                                                                 | KOR                     |
| ------------------------ | -------------------------------------------------------------------------------------------------- | ----------------------- |
| Moodswings in This Order | - Реліз: 12 березня 2021 - Лейбл: Dream Perfect Regime, Kakao M - Формат: CD, цифрове завантаження | 40                      |

### Сингли
| Назва                             | Рік  | Альбом                   |
| --------------------------------- | ---- | ------------------------ |
| «So Beautiful»                    | 2020 | Moodswings in This Order |
| «No Blueberries» (з CL, DPR Live) | 2020 | Moodswings in This Order |
| «Ballroom Extravaganza»           | 2022 | Moodswings in to Order   |
| «Peanut Butter & Tears»           | 2023 | Mr. Insanity             |

## Відеографія
Він став директором музичних кліпів для багатьох артистів. Так як Крістіан є генеральним і візуальним директором «DPR», він знімав приголомшливі музичні кліпи для учасників команди. Одними з його найпомітніших робіт як візуального режисера є музичні відео для пісень «BOOM» та «YELLOW CAB», його товариша Дабіна. Також він виступає в ролі продюсера для власних кліпів.
Крістіан зняв кліпи на такі пісні «BORDERS» Амбер Лю, «COULD YOU BE MINE» Фантома, «HOLUP»! Боббі, «BODY» МІНО, «Movie Shoot» Локо та «WAKE ME UP» Тейона.

## Нагороди та номінації
| Нагорода              | Рік  | Номінант/робота          | Категорія             | Результат | Прим.  |
| --------------------- | ---- | ------------------------ | --------------------- | --------- | ------ |
| Korean Hip-hop Awards | 2022 | Moodswings in This Order | R&B Album of the Year | Номінація | [ 14 ] |

## Інше про Крістіана Ю
- У нього є собака на ім'я Лорі.
- Хобі Крістіана — колекціонування професійних фотоапаратів.
- Йому подобаються жінки, які захоплені тим, що вони роблять.
- Його улюблені музичні жанри — джаз, рок та хеві-метал.
- Він брав уроки вокалу у JB з GOT7 під час їх стажування.
- Говорячи про реінкарнацію, він сказав, що був би не проти переродитися в черепаху і знову як людину.
- Коли він був маленьким, він вірив, що фільми реальні, наприклад «Пітер Пен»
- Йому подобаються татуювання та мотоцикли.
- Він записав свою пісню «Zombie Pop» приблизно за 1,5 години для реклами Adobe.
- Він обожнює котів та собак, хоча останніх любить все ж більше.
- Йому подобається готувати для себе і своїх друзів